# L'home de les mil cares
L'home de les mil cares (títol original en anglès: Man of a Thousand Faces) és una pel·lícula estatunidenca de Joseph Pevney, estrenada el 1957. Ha estat doblada al català.

## Argument[2]
Biografia de l'actor Lon Chaney. Creixent amb pares sords, descobreix que li agrada ser diferent. Com a actor, posa aquell coneixement (juntament amb molt maquillatge i talent) per interpretar una varietat de caràcters estranys, inusuals, adoptant les seves característiques tan minuciosament fins a arribar a ser conegut com l'Home de Mil Cares.

## Repartiment
- James Cagney: Lon Chaney
- Dorothy Malone: Cleva Creighton Chaney
- Jane Greer: Hazel Bennet Chaney
- Marjorie Rambeau: Gert
- Jim Backus: Clarence Locan
- Robert Evans: Irving Thalberg
- Celia Lovsky: Sra. Chaney
- Jeanne Cagney: Carrie Chaney
- Jack Albertson: Dr. J. Wilson Shiels
- Roger Smith: Creighton Chaney als 21 anys
- Robert Lyden: Creighton Chaney als 13 anys
- Rickie Sorensen: Creighton Chaney als 8 anys
- Dennis Rush: Creighton Chaney als 4 anys
- Nolan Leary: Pa Chaney
- Simon Scott: Carl Hastings
- Clarence Kolb: ell mateix
- Danny Beck: Max Dill
- Philip Van Zandt: George Loane Tucker
- Hank Mann: un criat
- 'Snub' Pollard: un criat
- Troy Donahue: l'assistant del director a Bullpen

## Premis i nominacions

### Nominacions
- 1958: Oscar al millor guió original per Ralph Wheelwright, R. Wright Campbell, Ivan Goff i Ben Roberts